# Kamkar
Les Kamkar (persan : کامکارها) sont une famille de musiciens kurdes iraniens contemporains ayant publié vingtaine d'albums et qui se produisent partout dans le monde. Le groupe a été fondé dans les années 1960 par le père, Hassan, et il est composé d'une fratrie de sept frères et sœur . Les Kamkar ont pu être comparés à la famille Bach.

## Discographie
- Muzika Semfonika Kurdi Kamkar
- Hommage
- Nightingale with a broken wing
- The Kamkars Collection
- Fish for the New Year
- Golnishan
- Galawij
- Gol be Daman
- Awin(love)
- Tonight
- Shelerah (Red Roses)
- Trio and Solo
- The Chant of Drums
- Fall Chlorosis
- Mystery of the Look
- Dar Golestaneh
- Daf and Robab (Persian Instrumental Duet)
- The Sea
- Persheng
- In Memory of Abolhasn Saba
- Over the Wind
- In Memory of Hafez
- Abidar Mountain Springtide
- Baraneh
- Owraman
- The Legend of the Fatherland